# Xã Elmore, Quận Faribault, Minnesota
Xã Elmore (tiếng Anh: Elmore Township) là một xã thuộc quận Faribault, tiểu bang Minnesota, Hoa Kỳ. Năm 2010, dân số của xã này là 181 người.